# U-Boot-Klasse UE
| Technische Daten Typ UE I | Technische Daten Typ UE I                                                                                             |
| ------------------------- | --- |
| Verdrängung:              | 755 t (über Wasser) 832 t (unter Wasser)                                                                              |
| Länge:                    | 56,80 m |
| Breite:                   | 5,90 m |
| Tiefgang:                 | 4,90 m |
| Druckkörper Ø:            | 5,00 m |
| max. Tauchtiefe:          | 50 m |
| Tauchzeit:                | 55–105 s |
| Antrieb:                  | Dieselmotoren 2 × 450 PS E-Maschinen 2 × 400 PS                                                                       |
| Geschwindigkeit:          | 10,6 kn (über Wasser) 7,9 kn (unter Wasser)                                                                           |
| Fahrbereich:              | 7.880 sm bei 7 kn (über Wasser) 83 sm bei 4 kn (unter Wasser)                                                         |
| Bewaffnung:               | Minen: 2 Heckrohre, 34 UE Minen Torpedos: 1 Bugrohr/1 Heckrohr 4 50-cm-Torpedos Artillerie: 1 × 88 mm oder 1 × 105 mm |
| Besatzung:                | 4 Offiziere 28 Mannschaften                                                                                           |

Die U-Boot-Klasse UE bestand aus den hochseeverwendungsfähigen Minen-U-Boot-Typen UE I und UE II der deutschen Kaiserlichen Marine.

## Typ UE I
Der Typ UE I war der erste deutsche U-Boot-Typ mit Trockenlagerung für Minen.

### Geschichte
Da der vorhandene Minen-U-Boot-Typ UC I nur zur küstennahen Verwendung konzipiert war, wurde bereits Ende des Jahres 1914 die Entwicklung eines neuen Minen-U-Boot-Typs UE eingeleitet.
Dieser sollte eine wesentlich größere Reichweite besitzen, 600 bis 700 t schwer werden und 34 Minen im Bootsinnern trocken und für die Besatzung zugänglich mitführen.
Auch bei diesem Typ wurde viel Wert auf eine möglichst kurze Bauzeit gelegt.
Daher verwendete man schnell beschaffbare aber für das Bootsgewicht zu schwache 450-PS-Dieselmotoren, die ursprünglich als Generator-Antrieb für die unvollendeten Linienschiffe Sachsen und Württemberg der Bayern-Klasse vorgesehen waren.
Außerdem wurde eine Einhüllen-Bauform angestrebt.
Die ersten vier Boote wurden am 6. Januar 1915 bei AG Vulkan Hamburg (U 71 und U 72) und am 9. Januar 1915 bei der Kaiserlichen Werft Danzig (U 73 und U 74) bestellt.
Es waren Einhüllenboote mit Satteltanks (vergleichbar denen des Typ VII aus dem Zweiten Weltkrieg) und einer Verdrängung von ca. 800 t.
Im Heck der Boote befanden sich zwei Ausstoßrohre für Minen.
Diese mündeten in einen großen Lagerraum für die Minen. Dadurch rückte der Maschinenraum in die Mitte des Bootes. Vor diesem war die Zentrale unter dem Turm.
Das vordere Drittel etwa bildeten Besatzungsunterkünfte und darunter der Akkumulatorenraum.
Aufgrund der schwachen Dieselmotoren waren die Boote sehr langsam und erwiesen sich als toplastig.
Dieses führte zu häufigem Unterschneiden der Wasseroberfläche bei rauer See. Im Jargon nannten die Mannschaften die Boote der Klasse daher scherzhaft derb abwertend Kummerkinder.
Bewaffnet waren sie mit einem Bug-Torpedorohr auf der Backbordseite (links) und einem Heck-Torpedorohr auf der Steuerbordseite (rechts).
Beide Rohre befanden sich außerhalb des Druckkörpers und konnten daher nur gewartet und geladen werden, wenn das Boot aufgetaucht fuhr.
Sie dienten nur zur Selbstverteidigung.
Für den Überwasserkampf gab es eine 8,8-cm-Kanone hinter dem Turm auf dem Achterdeck. Später wurden die Boote teilweise mit stärkeren 10,5-cm-Kanonen ausgestattet.
Sie konnten 34 Minen und insgesamt vier 50-cm-Torpedos mitführen.
Am 27. Februar 1915 wurden sechs weitere Boote dieses Typs bei der Vulkanwerft in Hamburg bestellt (U 75 bis U 80).
| Technische Daten Typ UE II | Technische Daten Typ UE II |
| -------------------------- | --- |
| Verdrängung:               | 1164 t (über Wasser) 1512 t (unter Wasser) |
| Länge:                     | 81,50 m |
| Breite:                    | 7,42 m |
| Tiefgang:                  | 4,22 m |
| Druckkörper Ø:             | 4,50 m bis 4,90 m |
| max. Tauchtiefe:           | 75 m |
| Tauchzeit:                 | 30 s |
| Antrieb:                   | Dieselmotoren 2 × 1200 PS E-Maschinen 2 × 600 PS |
| Geschwindigkeit:           | 14,7 kn (über Wasser) 7,0 kn (unter Wasser) |
| Fahrbereich:               | 12.500 sm bei 8 kn (über Wasser) 53 sm bei 4,5 kn (unter Wasser) |
| Bewaffnung:                | Minen: 2 Heckrohre, 42+(30) UC Minen Torpedos: 4 Bugrohre 4+(10) 50 cm Torpedos Artillerie: 2 × 105 mm (Planung) 1 × 150 mm, 1 × 88 mm (U 117) 2 × 105 mm UToF (U 123) |
| Besatzung:                 | 4 Offiziere 36 Mannschaften |

## Typ UE II
Die U-Boot-Klasse UE II war ein Minen-U-Boot-Typ der Kaiserlichen Deutschen Marine. Er wird oft auch als Großes Minen-Uboot statt Typ UE II bezeichnet.

### Geschichte
Im Frühjahr 1916 wurden seitens der U-Boot-Inspektion des Reichsmarineamtes eine Reihe von neuen U-Boot-Entwicklungen angestoßen, darunter auch der Typ UE II. Dafür gab es zwei Hauptgründe.
Der bewährte Typ UC II wurde in Reichweite und Minenkapazität für viele Aufgaben als zu klein angesehen und der Typ UE I hatte große Mängel in Sachen Seetauglichkeit und Geschwindigkeit.
Außerdem erwies er sich als sehr störanfällig.
Bei der Konstruktion des Zweihüllenbootes orientierte man sich vor allem an den Flotten-U-Booten Ms-Typ U 115 und U 116.
Hier wurde fast das ganze Vorschiff unverändert übernommen.
Im Heck musste der Druckkörper ellipsenförmig gestaltet werden um den großen Minen-Lagerraum aufzunehmen.
Auch hier wurden wie beim Typ UE I die Minen aus dem Lagerraum durch zwei Auswurfrohre nach hinten ausgestoßen.
Es konnten in druckfesten Staukästen im Deck entweder 30 zusätzliche Minen oder 10 Torpedos mitgeführt werden.
Zudem waren die Boote mit vier Bug-Torpedorohren und einer 15,0-cm-Kanone (mit Ausnahme von U 123, welches stattdessen zwei 10,5-cm-UToF erhielt) bewaffnet.
Am 27. Mai 1916 erfolgte die Bestellung von zehn Einheiten:
U 117 bis U 121 bei der A.G. Vulkan Hamburg, U 122 bis U 126 bei Blohm & Voss.